# Szervál
A szervál (Leptailurus serval) a ragadozók (Carnivora) rendjébe, azon belül a macskafélék (Felidea) családjába tartozó faj.

## Előfordulása
A szervál Afrika viszonylag gyakori faja. Főként a szavannákon fordul elő, a melanózisos példányok azonban inkább csak a hegyvidékeken találhatók meg. A folyóvizekhez közeli, magas fűvel benőtt területek lakója, a félsivatagos és száraz sztyeppés síkságokon nem él meg, ahogyan az esőerdőkben sem.

## Alfajok
- Leptailurus serval serval – Fokföld
- Leptailurus serval beirae – Mozambik
- Leptailurus serval brachyura – Nyugat-Afrika, Száhel-övezet, Etiópia
- Leptailurus serval constantina – Algéria (veszélyeztetett)
- Leptailurus serval hamiltoni – Kelet-Transvaal
- Leptailurus serval hindeio – Tanzánia
- Leptailurus serval ingridi – Namíbia, Dél-Botswana, Zimbabwe
- Leptailurus serval kempi – Uganda
- Leptailurus serval kivuensis – Kongó
- Leptailurus serval liposticta – Észak-Angola
- Leptailurus serval lonnbergi – Dél-Angola
- Leptailurus serval mababiensis – Észak-Botswana
- Leptailurus serval robertsi – Nyugat-Transvaal
- Leptailurus serval togoensis – Togo, Benin

## Megjelenése
Hossza 67–100 cm, amelyhez mintegy 24-45 centiméteres farok tartozik. Tömege 9 és 18 kilogramm között mozog. Marmagassága körülbelül 54-62 centiméter. Karcsú állat, hosszú nyakkal, lábakkal és aránylag rövid farokkal. Nagy, ovális fülei egymáshoz közel helyezkednek el. Szőrzetének mintázata változatos, általában homokszínű alapon fekete pettyekből áll. A melanózis a szerváloknál is megfigyelhető (ahogyan a fekete párducnál), de fogságban előfordultak már fehér alapon ezüstszürke pettyekkel díszített bundájú példányok is.

## Életmódja
Tud fára mászni és úszni is, de ezen képességeit ritkán használja. Kitűnő látása mellett, kivételesen jó hallása is nagyban segíti a vadászat során. A nőstények vadászterülete nagyjából 2–9 km²-es, a hímeké ennek duplája és rendszerint kettő vagy több nőstényével átfedésben van. Többnyire éjszaka vadászik. Zsákmányai főleg rágcsálók (amelyeket időnként a föld alól ás elő), nyulak, szirti borzok, kisebb antilopok, halak és madarak (ez utóbbiak elejtéséhez képes akár 3 méter magasra is felugrani).
Előfordul, hogy a felnőtt hímek napközben közösen töltik az idejüket. A hímek viselkedésében időnként rituális agresszió figyelhető meg. Ekkor a két szemben ülő állat közül az egyik a felemelt mancsát a másik mellkasához érinti, amelyet az megharap. Ebből a mozdulatsorból valódi harc is kibontakozhat, de ez ritkán fordul elő.

## Szaporodása
Az alomban általában két-három, ritkábban pedig öt vagy csak egyetlen (kölyöknek is nevezett) utód található. A kölykök 66-77 napos vemhesség után születnek meg, és védett helyen, például egy elhagyott földimalac-üregben nőnek fel. Amennyiben ilyen nem áll rendelkezésre, akkor az anyaállat (amely egyedül neveli a kölyköket) egy bokrot választ ki a számukra.

## Természetvédelmi helyzete
A szervál időnként a leopárd áldozatává válik, de legfőbb ellenségei az emberek, akik előszeretettel vadásznak rá a bundájáért. Nyugat- és Kelet-Afrikában még gyakran előfordul, de a dél-afrikai Fokföldön (Cape Province) már kihalt, és a Szaharától északra is a kihalás fenyegeti. Az élettartamuk fogságban elérheti a 15-20 évet.

## Háziasítása
Habár nem háziállat, néhol (főként az Egyesült Államokban) mégis házi kedvencként tartják. Ismeretes hogy a vadállatok, ahogyan a szervál is, csak szakértő felügyelet mellett tarthatók házi körülmények között. Emiatt több országban is speciális engedély szükséges a tartásukhoz. A beszámolók szerint gazdájukkal szoros és gyengéd kapcsolatot alakítanak ki, emellett intelligensebbek és aktívabbak a házi macskáknál. Dorombolásuk mélyebb és hangosabb a macskákénál, nyávogásuk madárcsiripelésre hasonlít. A hímek keresztezhetők a házi macskával. A hibrideket szavanna macskának nevezik. Emellett pároztathatók legközelebbi rokonaikkal, a karakálokkal is. Ezen kísérletek eredményeit hím szervál esetén szervikáloknak, nőstény szervál esetén pedig karaváloknak nevezik.
A szerengeti macska, amelynek kitenyésztésénél a fő szempont a vadállatszerű külső volt, több szempontból is hasonlít a szerválra, de kizárólag házi macskák keresztezésével alakították ki.
Mint állatkerti állat is kedvelt a szervál. Magyarországon a Budapesti Állatkertben látható.

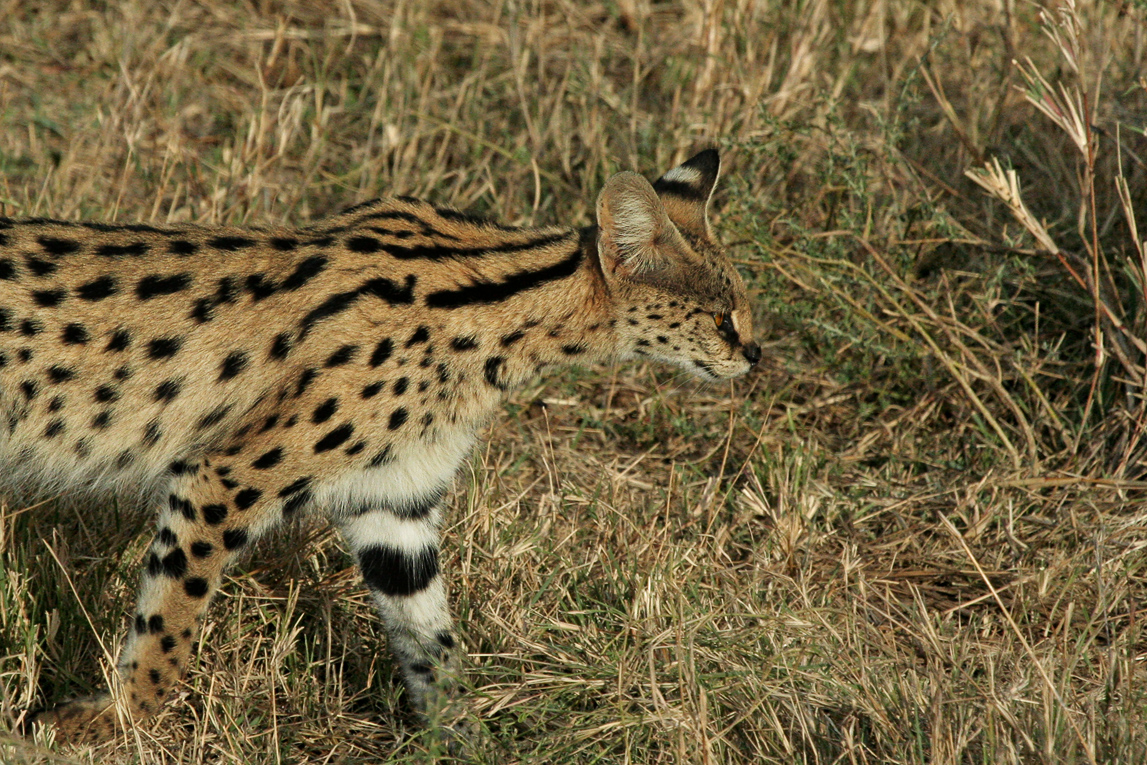
Leptailurus serval
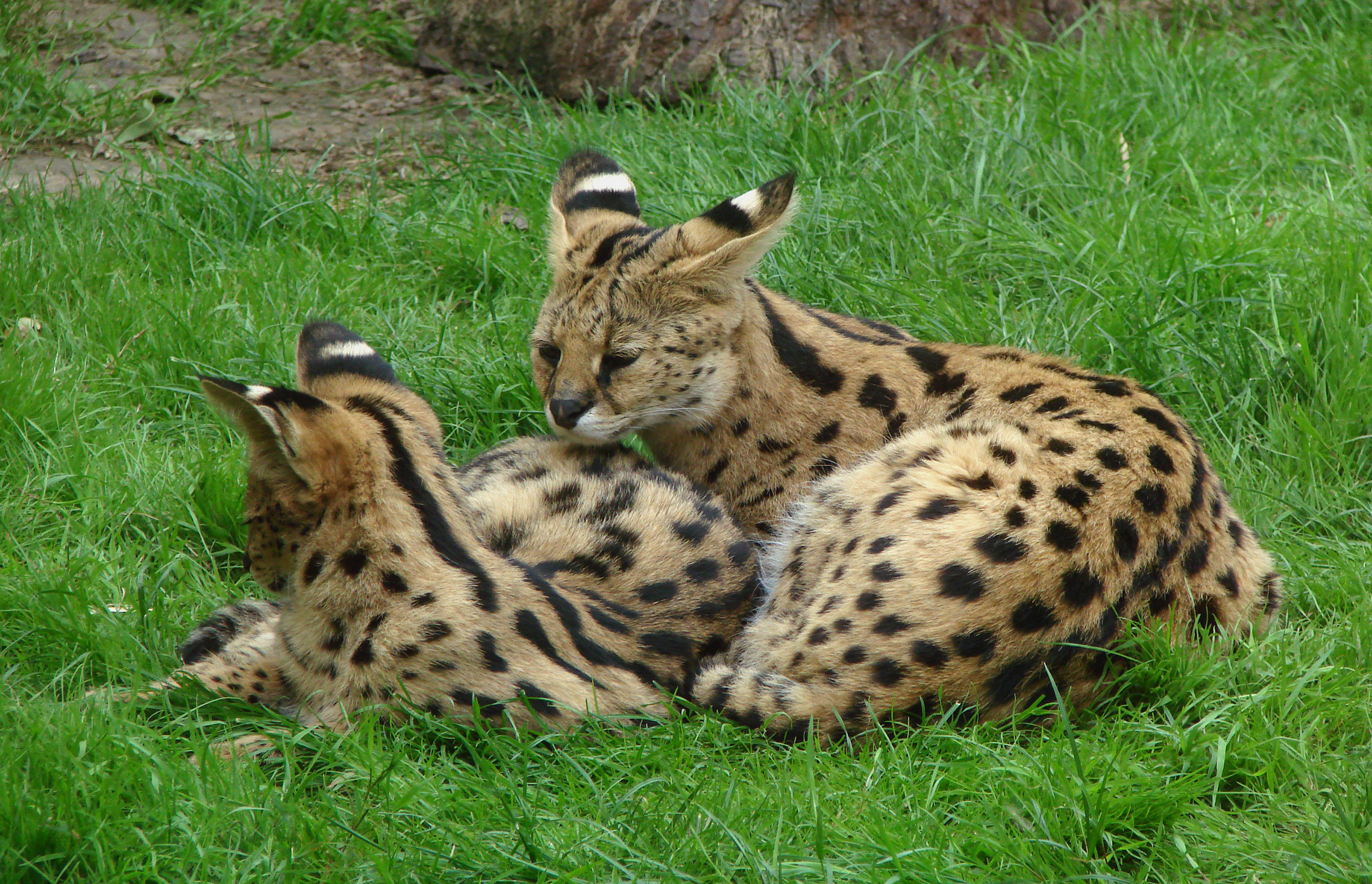
Két fiatal szervál
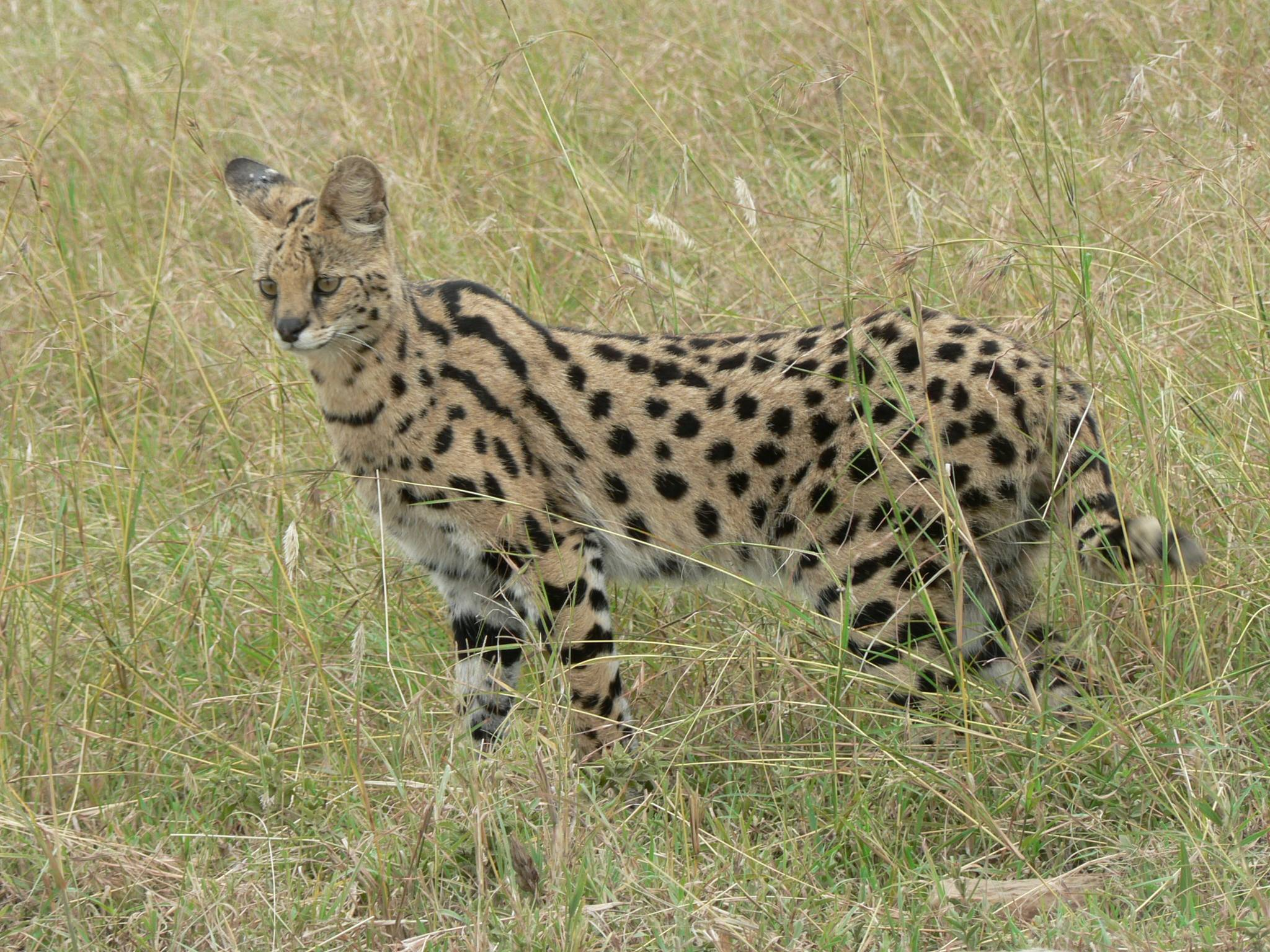
Szervál a tanzániai Serengeti Nemzeti Parkban
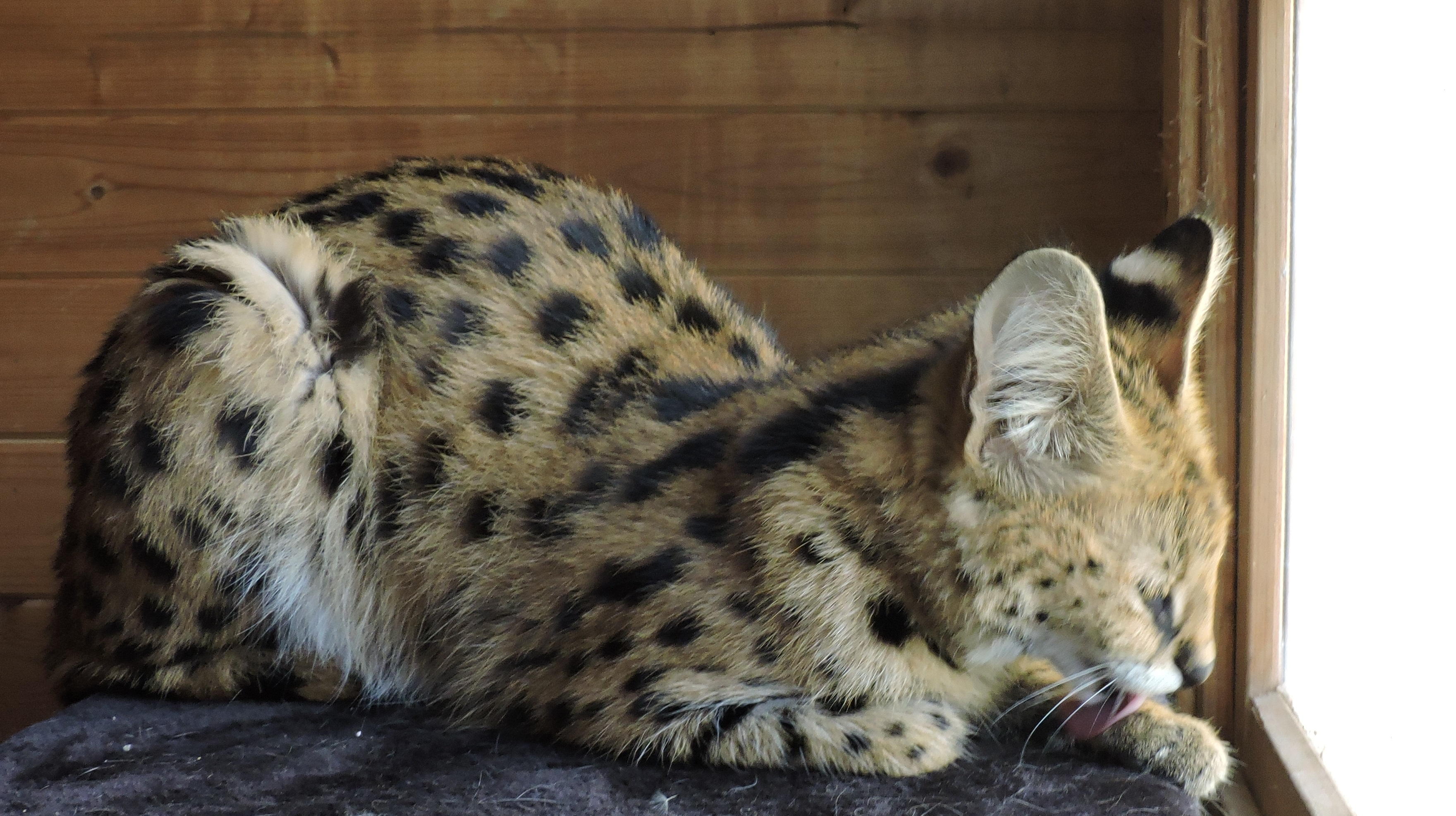
9 hónapos afrikai szervál nőstény